# Асмах Хаджи Омар
Асмах Хаджи Омар (малайск. Asmah Haji Omar; род. 5 марта 1940, Джитра, Кедах) — малайзийский лингвист, первая малайская женщина, получившая звание доктора в области языкознания (Лондонский университет, 1969 г.). Окончила Университет Индонезия в Джакарте (1961 г.), там же получила звание магистра (1963). С 1963 по 2000 гг. преподавала в Университете Малайя (УМ), где получила звание профессора (1976 год) и почётного профессора (2000). В 1972 году возглавила Центр языков УМ. В 1983—1986 гг. была заместителем проректора УМ. В 2001—2005 гг. заняла должность директора Центра малайской цивилизации имени Заабы в Педагогическом университете султана Идриса в Танджунг Малиме.
Автор многочисленных работ по малайской лингвистике, в том числе нормативной грамматике.
Президент Ассоциации современных языков Малайзии (Persatuan Bahasa Moden).

## Награды
- Почётный титул датук от султана Кедаха (1979)
- Звание «Выдающийся лингвист» (2001)
- Звание «Выдающийся лингвист в области национального языка» (2010)[4]
- Звание "Выдающийся учёный страны" (малайск. Anugerah Tokoh Akademik Negara) (2011)[5]

## Основные труды
- 1968: Asmah H. Omar. Morfologi dan Sintaksis bahasa Melayu. Kuala Lumpur, 1968 (Рец. Оглоблин А.К. - "Народы Азии и Африки", № 3. С. 222–223).
- 1975: Essays on Malaysian Linguistics (Эссе по малайзийской лингвистике)
- 1976: The Teaching of Bahasa Malaysia in the Context of National Language Planning (Преподавание малайзийского языка в контексте планирования национальной языковой политики)
- 1978: Pengajian Bahasa Malaysia dalam Konteks Perancangnan Bahasa Malaysia (Изучение малайзийского языка в контексте планирования национальной языковой политики)
- 1978: Perancangan Bahasa dengan Rujukan Khusus kepada Perancangan Bahasa Malaysia (Языковая политика, особенно касающаяся малайзийского языка)
- 1980, переиздание 1993: Nahu Melayu Mutakhir (Грамматика современного малайского языка)
- 1981: The Iban Language of Sarawak: A Grammatical Description (Язык ибан на Сараваке: описание грамматического строя)
- 1982: Language and Society in Malaysia (Язык и общество в Малайзии)
- 1983: The Malay peoples of Malaysia and their Languages (Малайцы в Малайзии и их языки)
- 1983: Bahasa Surat Rasmi: Bahasa Dalam Komunikasi (Официальный литературный язык: язык коммуникации)
- 1984: Bahasa Iklan Perniagaan: Satu Kajian Bahasa Retorik (Язык торговой рекламы: исследование языка риторики)
- 1985: Bahasa Borang: Bahasa Dalam Komunikasi (Язык анкет: коммуникативный язык)
- 1985: Bahasa Diraja (Язык королевского двора)
- 1986: Bahasa dan Alam Pemikiran Melayu (Язык и образ мышления малайцев)
- 1986: Susur Galur Bahasa Melayu (Происхождение малайского языка)
- 1987: Bahasa Malaysia Saintifik (Малайский язык науки)
- 2008: Ensiklopedia Bahasa Melayu (Энциклопедия малайского языка)
- 2008: Nahu Kemaskini (Усовершенствованная грамматика)
- 2013: T.V. Dorofeeva, E.S. Kukushkina, V.A. Pogadaev. Kamus Besar Melayu-Rusia. Lebih kurang 60 000 kata masukan. Penasihat Editorial Prof. Emeritus Dato’ Dr Asmah Haji Omar. Moscow: Penerbit “Klyuch-C”, 2013, 1024 hlm. ISBN 978-5-93136-192-5